# رود لوپان
رود لوپان (انگلیسی: Lopan) یک رودخانه در استان بلگورود کشور روسیه است.